# Los Japón
Los Japón es una película de comedia del año 2019 dirigida por Álvaro Díaz Lorenzo sobre su propio guion, escrito sobre la idea de Cristóbal Garrido y Adolfo Valor. Los actores principales son Dani Rovira y María León.

## Sinopsis
En 1614, una expedición japonesa desembarcó en el pueblo sevillano de Coria del Río, el heredero al trono se enamoró de una bella sevillana, formó una familia y nunca regresó a Japón. 400 años después, el Emperador Satohito muere y el heredero legítimo resulta ser Paco Japón, y la vida de este cambiará drásticamente, al verse de la noche a la mañana viviendo con su familia en el Palacio Imperial y preparándose para ser los nuevos Emperadores de Japón.

## Reparto
Intervinieron en el filme los siguientes intérpretes:
- Dani Rovira: Paco Japón
- María León: Encarni
- Antonio Dechent: Don Francisco
- Cinta Ramírez: Paqui
- Iker Castiñeira:Fran
- Ryo Matsumoto: Hidaka
- José Ramón Bocanegra: Curro
- Maya Murofushi: Mariko
- Álvaro Carrero: Miguel
- Boré Buika: Tomi
- Wen Jun: Koike
- Koshu Hirano: Hisao
- Suzuki Erika: Kelly
- Hiko Achiwa: Brenda
- Voz de Juan Echanove: narración

## Recepción

### Recaudación
La película tuvo una recaudación aproximada en España de 2,6 millones de euros, muy alejada del presupuesto de 6,5 millones de euros.

### Crítica
Beatriz Martínez en El Periódico dijo:

” Otra comedia española sobre choques culturales. Otra comedia española con chistes de asiáticos… Otra comedia española sin fuste, sin verosimilitud, sin mordiente, sin capacidad para utilizar el humor como termómetro de la sociedad. Otra comedia española que se articula alrededor de una anecdotilla insustancial que se estira y se estira hasta que no da más de sí. Otra comedia española con chistes de cuñaos y caricaturas de brocha gorda…. Otra comedia española que provoca más ganas de llorar que de reír.”

Javier Ocaña en El País opinó:

”La media hora inicial, ambientada en Coria, es mala. Una más de la plaga de producciones europeas basadas en el estereotipo regionalista y en su contraste con otro modelo en las antípodas. Un primer acto en el que Díaz Lorenzo muestra algún movimiento de cámara estimable, acorde con el gag, pero en el que junto al costumbrismo más o menos ramplón, hay chistes de vergüenza ajena…En cambio, la hora restante, ya ambientada en Tokio, es peor. Llena de situaciones bochornosas y de diálogos recurrentes.”

Oti Rodríguez Marchante en ABC escribió:

”La mezcla de ambientes entre Coria del Río y el Japón milenario e imperial se presta a las bromas culturales y a los equívocos lingüísticos que nadie en la pantalla se resiste a sobrexplotar junto a una trama de una ligereza y banalidad quizá excesiva… Pero, un espectador relajado, sin bicho dentro, descubre pronto que no se rompe nada divirtiéndose, sin más, con las simplezas y las muchas gracias que despliegan esos actores entregados a esa imposible y grotesca historia.